# Форум (группа)
«Фо́рум» — советская и российская электропоп-группа, основанная Александром Морозовым и бывшими участниками рок-группы «Форвард» в октябре 1983 года. Летом 1984 года состав группы обновился, а в качестве солиста был взят Виктор Салтыков, с которым «Форум» записал дебютный альбом «Белая ночь».

## История

### 1983—1994
Группа «Форум» возникла в октябре 1983 года, когда эстрадный композитор Александр Морозов предложил исполнять свои песни участникам распавшейся в июне того же года рок-группе «Форвард». В состав группы вошли Алексей Фадеев (гитара, бас, вокал), Владимир Ермолин (гитара, вокал), Александр Назаров (бас, банджо), Ирина Комарова (скрипка, бас, вокал) и Борис Богданов (ударные). Немного позже в качестве вокалиста к группе присоединился Рафик Кашапов.
Первое выступление состоялось в феврале 1984 года в чешском городе Соколов на фестивале «Рок за мир». Песня «Ты меня понимаешь», написанная Фадеевым, была названа одной из лучших. После этого группа ещё несколько месяцев давала концерты в Советском Союзе и к июлю практически полностью расформировалась — Фадеев, Ермолин, Комарова и Богданов уехали в Калининград и основали там новую группу под названием «Старт».
Оставшиеся в Ленинграде басист Александр Назаров и звукорежиссёр Лазарь Анастасиади решили воссоздать группу снова. Центральной фигурой второго набора стал певец Виктор Салтыков, который в мае 1984 года в составе группы «Мануфактура» был назван лучшим вокалистом II фестиваля Ленинградского рок-клуба. Кроме того, к ним присоединились гитаристы Николай Каблуков и Юрий Стиханов, Михаил Менакер (клавишные) и Александр Дроник (драм-машина, перкуссия). Первый концерт новой группы состоялся в сентябре во Дворце Молодёжи и обернулся ошеломительным успехом, а к концу года коллектив записал дебютный альбом «Белая ночь». Сразу после выхода альбома коллектив покинул гитарист Стиханов, предпочитая более тяжёлую музыку, он перешёл в группу Гуннара Грапса, а уже позже — в «Август». Арт-директор группы — Владимир Кауфман.
В 1985 году согласно опросу читателей газеты «Московский комсомолец» (в рубрике «Звуковая дорожка») группа заняла 4 место в пятёрке лучших ансамблей.
На протяжении всего 1985 года «Форум» активно гастролировал, исполняя наиболее популярные свои хиты (музыка А. Морозова, стихи в основном С. Романова): «Белая ночь», «Улетели листья», «Островок». В июне к группе присоединился барабанщик и мастер по программированию ритм-бокса Константин Ардашин. Музыканты выступили на XII фестивале молодёжи и студентов, а клип на песню «Давайте созвонимся» попал в телеэфир. В ноябре ушёл в армию клавишник Михаил Менакер. Его заменил Владимир Сайко, приглашённый в группу в январе 1986 года, ранее являвшийся участником групп «Странные игры» (периода 1979—1980 годов, когда группа только формировалась) и «Союз любителей музыки рок». К началу 1986 года многие молодёжные газеты и журналы называли «Форум» открытием года и одной из наиболее популярных групп в стране. Состоялось выступление в известной телепередаче «Музыкальный ринг».
24 августа 1986 года группа «Форум» дебютировала на Центральном телевидении СССР с песней «Белая ночь», показанной в эфире передачи «Утренняя почта» по Первой программе ЦТ.
В 1986 году группа с песней «Улетели листья» приняла участие в финале 16-го фестиваля «Песня-86».
В июне 1987 года в группе начались серьёзные разногласия, вызванные в основном конфликтами с «Ленконцертом», отсутствием аппаратуры и постоянно растущим вмешательством Морозова в творческий процесс. Салтыков, Назаров, Дроник и Анастасиади ушли в «Электроклуб», годом ранее основанный композитором Давидом Тухмановым, а «Форум» оказался на грани распада. Группа сохранилась благодаря приходу вокалиста рок-группы «АукцЫон» Сергея Рогожина. Рогожин дважды признавался лучшим вокалистом, на IV и V фестивале Ленинградского рок-клуба. Тем же летом коллектив выступил в Дании на фестивале газеты «Land og Folk», концерты прошли довольно удачно.
Состоялась запись второго альбома «Никто не виноват». К 1989 году популярность группы постепенно начала падать, с поста руководителя ушёл Морозов. В июне 1989 года «Форум» покинули Каблуков и Ардашин для создания новой группы, получившей название «Белая ночь». В группу «Форум» пришёл Иван Барботин, ранее участвовавший в группах «Сфинкс» и «Фауна», но в группе не задержался, спустя несколько месяцев эмигрировав за границу. Новым гитаристом стал Евгений Щербенин, барабанщик Сергей Шарков, в прошлом коллега Сайко по «Союзу любителей музыки рок», а позднее участник «Ноля» и «Объекта насмешек». В мае пришёл гитарист Владислав Шереметьев (настоящая фамилия Тутов), бывший участник арт-рок-группы «Правило левой руки». Звукорежиссёром стал ещё один член «СЛМР» Сергей Ерёмин.
С 1988 по 1991 год группа участвует в финале фестиваля «Песня года». В 1988 году с песней «На соседней улице» (муз. А. Морозова, сл. Д. Демина), в 1989 году — «Потемкинская лестница» (муз. А. Морозова, сл. Ю.Паркаева), в 1990 году — «Ревность» (муз. Л.Квинт, сл. О.Клименковой), в 1991 году — «Твои серые глаза» (муз. В.Сайко, сл. О.Клименковой).
9 января 1992 года вышел третий альбом «Чёрный дракон», запись которого состоялась в большом концертном зале «Октябрьский». В июне на фестивале «Шлягер-92» Рогожин получил награду за лучший вокал. Фактически группа состояла из двух человек, солиста Сергея Рогожина и композитора Владимира Сайко, а все остальные лишь подыгрывали им, поэтому можно считать, что к 1993 году «Форум» в виде цельного коллектива практически перестал существовать. Впоследствии вышли ещё два альбома «Летняя зима» (1993) и «Очи чёрные» (1994), после чего пути музыкантов окончательно разошлись. Их судьбы после распада сложились вполне удачно: Рогожин начал сольную карьеру, Сайко занялся раскруткой молодых исполнителей, съемками телепередач, телесериалов и клипов, Ерёмин на протяжении двух лет играл с «Ночными снайперами».

### 2004 — наст. время
В 2004 году «Форум», чтобы отметить 20-летие группы, собирается вместе на сцене БКЗ «Октябрьский» для проведения концерта в честь своего юбилея, но дальнейшего продолжения совместной творческой деятельности у участников оригинального состава группы так и не складывается.
В 2009 году Виктор Салтыков и Сергей Рогожин впервые соединились в одном творческом проекте, посвященном 25-летию группы «Форум». Результатом совместного творчества стал дуэтный альбом «Old Kings of the Pop» и юбилейный концерт в БКЗ «Октябрьский». После этого с программой «Форум — золотые голоса» Рогожин и Салтыков периодически выступают вместе.
В 2011 году Александр Морозов и продюсер Марина Парусникова вместе с Николаем Каблуковым (гитара) и Константином Ардашиным (компьютерное программирование, перкуссия и электронные ударные инструменты) вновь воссоздают группу «Форум». Аранжировщиком и клавишником в группу приглашается Олег Савраска (Сысоев) (экс-клавишник и вокалист групп «Ласковый май», «Суровый февраль»). После длительных поисков, прослушиваний и просмотров в коллектив вливаются: Антон Авдеев (за плечами которого исполнение ведущих партий в таких мюзиклах и рок-операх как «Орфей и Эвридика», «Юнона и Авось», «Иисус Христос — суперзвезда», «Бал вампиров» и др.), а также талантливый шоумен — вокалист Павел Арт (Дмитриев).
В марте 2011 года состоялся дебют обновлённого состава группы на сцене Московского Театра Эстрады в юбилейной программе Морозова «Мариночка, Марина!». Летом того же года группа «Форум» вместе с композитором Александром Морозовым проводит пробный концертный тур по крупнейшим городам Урала. В репертуаре группы не только признанные «золотые хиты», но и новые песни.
В мае 2024 года группа стала участницей нового сезона шоу «ВИА Суперстар» на телеканале НТВ.

## Дискография
- 1984 — Концерт’84 (сборник концертных записей, сделанных в Москве, Анапе, Соколове на протяжении 1984 года)
- 1984 — Белая ночь (издан на LP в 1987, до этого распространялся в виде магнитоальбомов с разными вариантами трек-листа)
- 1987 — За неделю до свадьбы (магнитоальбом)
- 1987 — Далёкие дали (магнитоальбом)
- 1987 — Материнская тревога (концертный магнитоальбом)
- 1988 — Никто не виноват (LP)
- 1989 — Форум — 5 лет (Ревность) (магнитоальбом)
- 1990 — Зови меня (магнитоальбом)
- 1992 — Чёрный дракон (LP)
- 1993 — Конец любви (Форум 1993) (магнитоальбом)
- 1993 — Летняя зима (CD)
- 1994 — Очи чёрные (CD)
- 1999 — Легендарные песни (трек-лист диска полностью повторяет винил «Белая ночь») (CD)

## Клипография
- Отпустите, мамы/Что сравнится с юностью?
- Давайте созвонимся
- Белая ночь
- Улетели листья
- А мне бы журавля
- Закодирована дверь
- На соседней улице
- Шумела синяя река
- Господин президент (1993)[11]
- Летняя зима (1993)
- У матросов нет вопросов (1993) [12]
- Тихая пристань (1994)

Четыре последних были сняты компанией «ITM Video». Режиссер клипов - Александр Игудин, оператор - Алексей Тихонов.

## Критика
В 1988 году музыкальный редактор газеты «Комсомолец Татарии» А. Артуров описал музыку группы «Форум» как «примитивный дискотечный электропоп», созданный при помощи японского синтезатора «Ямаха»
В 1992 году в июльском номере журнала «Пульс» музыкальный редактор Андрей Державин подчеркнул, что именно аранжировщик Назаров придумал соединить «легко запоминающуюся мелодику Морозова с начинавшим входить в моду электропопом».
В 1992 году ленинградский журналист газеты «Смена» и писатель Михаил Садчиков посвятил группе «Форум» одну из глав своей книги «Рандеву со звездами». Описывая популярность группы, Садчиков отметил, что в 80-годах молодёжь с ума сходила от электропопсовых песен группы и от солиста Виктора Салтыкова. Песни были в основном о любви, но была в репертуаре «Форума» и серьёзная композиция «Улетели листья» и две социальных песни. Садчиков также описал жанр группы как «рашн электропоп».
В 2007 году журналист Андрей Бурлака в третьем томе своей книги «Рок-энциклопедия. Популярная музыка в Ленинграде-Петербурге 1965—2005» отметил, что при записи дебютного альбома группа «Форум» нашла своего слушателя, когда «сделала ставку на актуальный электропоп и неоромантику».
В 2012 году обозреватель газеты «Московский комсомолец» Артур Гаспарян в интервью для статьи в журнале «Афиша» заявил о том, что его самая первая статья, опубликованная в рубрике «Звуковая дорожка» в 1987 году, была посвящена очень модной тогда группе «Форум», «первой электропоп-группе в Советском Союзе».
В 2014 году доктор политических наук Алексей Токарев в своей статье «Прекрасное далёко, не будь ко мне жестоко» в пятом номере журнала «ФанCity» упомянул, что в 1986 году о стиле «электропоп» знали только по записям группы «Форум».
Владимир Завьялов («Афиша Daily») в статье 2021 года «Не повторяется такое никогда» отмечал, что «группа „Форум“ не затерялась бы в компании Duran Duran и Tears for Fears».